# 乌尔姆大学
乌尔姆大学（德语：Universität Ulm，英文：Ulm University），是位于德国巴登-符腾堡州乌尔姆市的一所国立大学，在该州拥有一批具有悠久历史的大学。乌尔姆大学，是巴登-符腾堡州的第9所大学，创建于1967年，最初为一所医学和自然科学大学。乌尔姆大学约有注册学生7200人（2011年）。虽然规模并不庞大，但是乌尔姆大学在自然科学等国内的排名位于前列。在光电，集成电路设计，微电子等学科，乌尔姆大学被认为是世界最好的几个大学之一，其亦在电子工程和计算机领域位于德国大学前5位。
在1999年《明镜》周刊德国大学评比中，乌尔姆大学总分第10名。在由德国研究联合会（Deutsche Forschungsgemeinschaft，简称DFG）与联邦教育和研究部（Bundesministerium für Bildung und Forschung，简称BMBF）举办的“精英大学倡议”（Elite-Uni/Exzellenzinitiative）第二轮评比中：乌尔姆分子医学国际研究院（International Graduate School in Molecular Medicine Ulm）是获得“精英大学”资助的研究生院之一。乌尔姆大学作为国际科研人员选择最佳科研地之一，排在慕尼黑工业大学之后，其他几所大学分别是海德堡大学、拜罗伊特大学和卡尔斯鲁厄大学。

## 历史
乌尔姆大学是德国巴登-符腾堡州的第9所大学，创建乌尔姆大学的设想要追溯到20世纪50年代。1959年德国开始筹备组建一批新的大学，“乌尔姆大学工作圈”随后在1961年3月提出了创建乌尔姆大学的设想，由于当时乌尔姆与巴登-符腾堡州的另一个城市康斯坦茨处于相互竞争的状态，两个城市都在筹备建立大学，而乌尔姆人发现医科将是未来乌尔姆大学的一个很好的选择和优势，因为对于竞争的另一方康斯坦茨来说，由于它地处德国边境，就医的病人不多，康斯坦茨的医科毕业生将很难获得就业机会。正因为如此，乌尔姆大学的创建设想集中到了以医学和自然科学为特色。

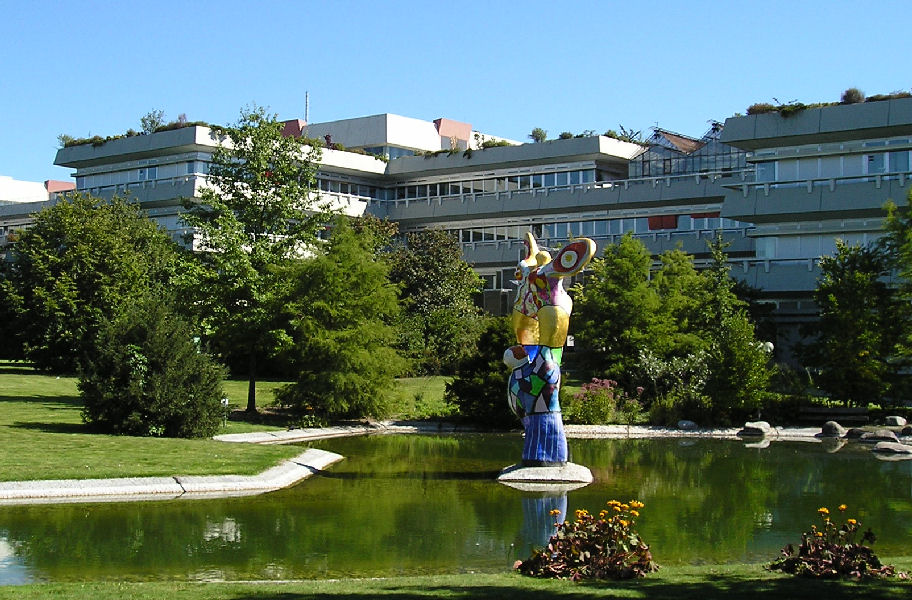
乌尔姆大学校园

1962年巴登-符腾堡州政府提议在乌尔姆建立一所医学院，1965年7月“乌尔姆大学工作圈”向巴登-符腾堡州政府提交了关于创建乌尔姆医学和自然科学大学（Medizinisch-Naturwissenschaftliche Hochschule）的报告，1966年1月获得了批准，筹建阶段也曾有过创建综合性大学的设想，但是由于专业范围限制未能实现。1967年2月25日，乌尔姆医学和自然科学大学正式成立，同年7月4日被授予“综合性大学”（Universität）称号，但“乌尔姆医学和自然科学大学”（Universität Ulm (Medizinisch-Naturwissenschaftliche Hochschule)）仍伴随了乌尔姆大学很长一段时间。
对于传统的学科设置如生物，化学，物理，数学以及医学，乌尔姆大学的创立理念是，号召把所有这些学科结合起来，放在一个“屋檐下”(under one roof)。从字面上理解，即鼓励单独的学科能够紧密联系以及促进学术的广泛交叉研究。这个理念在乌尔姆大学一直被保持下来，在政策上面聘请教授以及教师队伍也是按照这个理念开展。因此，乌尔姆大学是一个积极走在学术创新和鼓励学科交叉领域的一所前沿的大学。各个院系始终确保新科研人员与老科研人员在中心工作上面能够紧密合作。通过德意志研究基金支持的一系列合作研究中心即是以这个理念为基础建立的。
乌尔姆大学先后开设了理论医学、物理学、数学、化学、临床医学、生物学、经济数学、牙医学、经济物理学、经济学、经济化学、电子学、计算机科学、工程学等专业。如今的乌尔姆大学拥有自然科学、工程学和计算机科学、数学和经济学以及传统医学等4大类学科。乌尔姆大学的经济数学于1977年最早开设经济数学专业，该专业在德国排名第一，是唯一开设德国精算协会（Die deutsche Aktuarvereinigung (DAV)）课程的大学。随着国际化的潮流，乌尔姆大学语言中心为各个专业方向的学生提供多种外语的语言培训。
乌尔姆大学拥有良好的师生比例，学生可以得到教授们更直接的指导。作为南德最富裕的州之一巴登-符腾堡州的一所大学，该校拥有充裕的科研资金和先进的科研条件，学生享有的资源丰厚。在2009年来自第三方的科研资金达到67,500,000欧元（六千七百五十万欧元）。

## 与亞洲大学的合作交流
乌尔姆大学目前已和亞洲不少一流院校建立了校际交流，如南京东南大学，山东大学，国立台湾大学等。与东南大学的合作，从最初的医学专业（原南京铁道医学院，后并入东南大学）的交流，逐步扩展到先进材料、金融、能源科学与技术等专业的交流学习。每年东南大学都会选拔一批优秀学生到乌尔姆大学相关的英文硕士项目学习交流。山东大学的合作始于2002年，如今交流广泛在物理与微电子学院，材料科学与技术学院以及化学与化工学院开展。乌尔姆大学目前有先进材料，金融，通讯技术，以及2008年新开设的能源科学与技术英语项目。英语硕士项目近年来越来越受到各国留学生的欢迎，生源中亦有德国本地学生。目前，有来自中国，印度，法国，瑞典，伊朗，巴基斯坦，土耳其，意大利，西班牙等国家的留学生进行相关专业的学习。大学中每年有许多欧洲ERASMUS项目的留学生群体。乌尔姆硕士项目的毕业生拥有良好的就业前景，亦有不少毕业生选择到知名院校进行进一步深造。

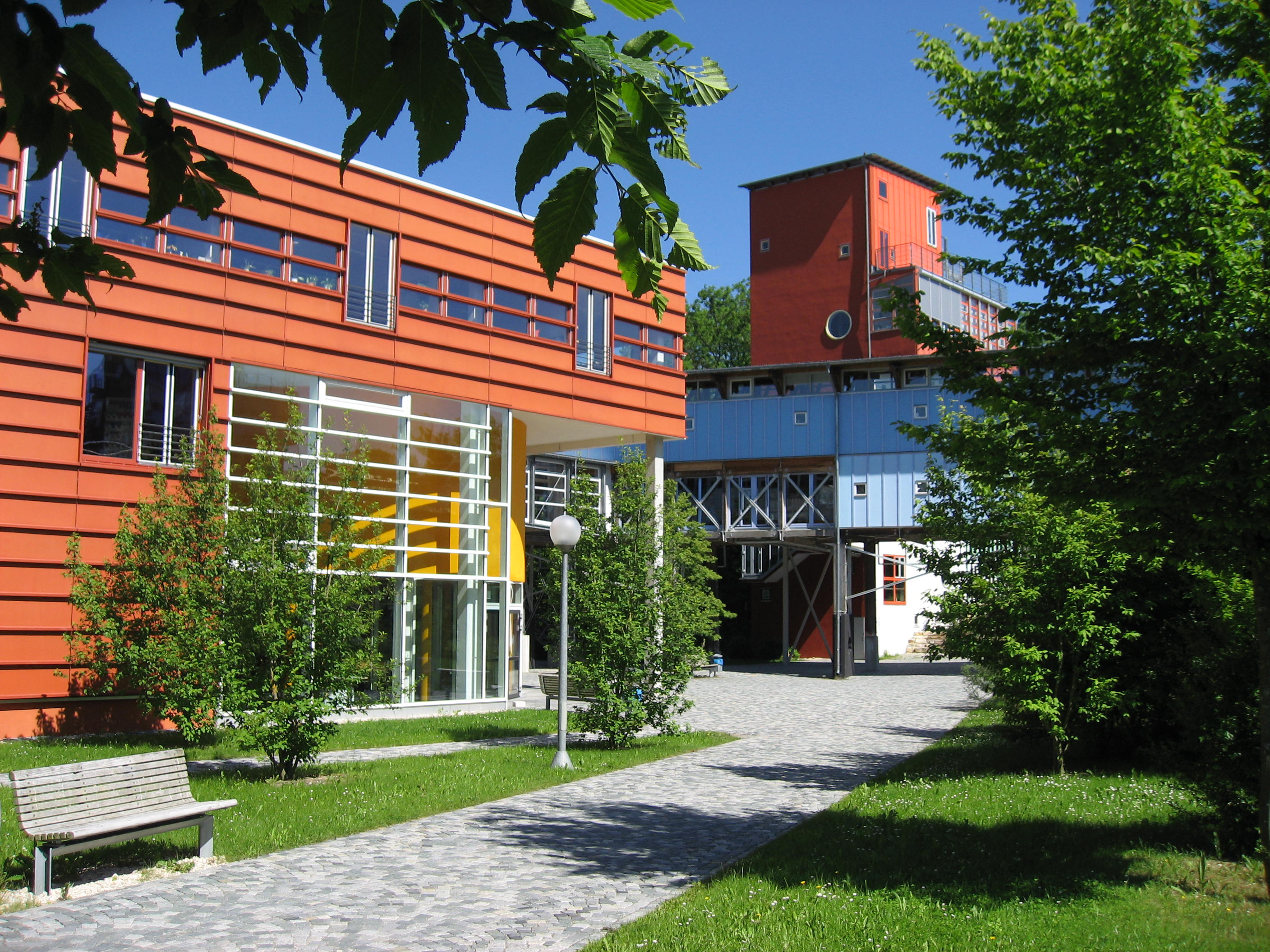
乌尔姆大学图书馆

## 学术形象
乌尔姆大学至始定位为一个研究型大学。由于其跨学科合作的工作方法，乌尔姆大学已经能够建立许多研究方向以及合作研究中心，无论在基础研究还是应用研究方面，都取得成功的结果。
发明：
2008年，共有37个发明在大学注册。其中14个发明，以合同的形式被开发。10个发明被工业合作对象转移吸收。在14个案例中，来自往年的发明被进一步处理或再次采纳了，例如：监测的发明和许可证费的补偿，支付发明补偿和分销设施残留的跟踪，处理提供保护的权利收养等。在2008年，共有价值45173欧元的发明权被转让。其中有15224欧元被支付给25名发明家。
除了国家和国际一致好评，区域研究的重点方向也是值得指出的。在以合作为模式的科学城乌尔姆，大学，科研院所和工业企业共同努力，深入开发和利用新的技术。在过去几年，乌尔姆大学聚焦于以下几个面向未来的领域：
- 工程技术
- 生命科学与医学纳米材料和生物材料
- 金融服务

乌尔姆大学更进一步加强了其鲜明的学术形象在这些研究领域：
医药的研究课题是由三个合作研究中心和临床研究的跨学科中心开展的，包含在生物材料的研究网络，社区获得性肺炎和抵抗人类病原体制剂的发展。在干细胞生物学领域，网络“ZytoOrganoPoese”目前正在研制中。
特别是在工程领域，乌尔姆大学重点在能量转换与储存技术，现代通信技术，系统技术和微电子技术，纳米电子的研究项目中的智能和可靠的技术系统。这是一般与工业合作伙伴进行的活动。也有很多的信息系统在今天的移动社会。在计算机科学，人机交互领域的研究，电子学习和神经计算机科学特别值得一提的。在计算机科学领域的创意元素，包括在媒体，计算机科学系已崭露头角.在这里，生物研究集中在分子生物学和生理学，遗传学以及生物多样性和生态学。化学的研究专注于功能性材料（如生物，纳米材料和能源材料）分析，电化学和理论支持。其中一个焦点在于应用可再生能源和能源存储。物理研究的焦点在于量子物理/量子信息系统以及生物物理学和凝聚态材料领域，这包括纳米系统。其由化学部门和合作研究中心开展研究。数学和经济在乌尔姆形成独特的组合，特别强调电子商务和应用程序包中的定量方法，例如，金融和保险业。在数学研究的重点在于在工业和商业的数学应用，分析和代数/理论计算，特别是关于通信技术的应用。中央经济研究的主题是金融和保险，以及会计和审计。

## 科学，技术和工业研究院
在2008年，研究院再次扩大其课程方案，其中包括新增的题为“特别疼痛治疗”的方案。这是一个80小时遵循德国医学协会和包含14块四个单元的主题教学课程。另一个新推出的为“商业仲裁和组织发展”三学期的课程，其中包括九个模块，并遵循联邦仲裁协会的指导方针。在另一个新集成的跨文化培训方案，对跨文化的沟通与互动的问题进行了处理。目的是为了缩短在国外逗留期间对外国文化的适应阶段，从而缓解融入新的学习或工作环境的压力。 2008年，共有875人享受到了该学院的课程设置的优势。目前最受欢迎的是在"小型研讨会急诊医学杂志"，其次是从国际高级研究中心（英格尔）和遥距学习计划在精算学的课程。
总体规划：
在开发与土地利用规划的基础上，所有有关各方为Oberer Eselsberg总体规划概念，包括提高校园可持续发展的科学和研究中心，以及为未来的发展领域的长期计划。这个规划委托给乌尔姆市与国家的合作。
a) 增强Albert-Einstein-Allee，使其变成了公共基础设施的中轴。
b) 保护和加强当地公共交通indvidual交通对面的绿化面积，改善提供公共基础设施建设，以科学城缆车的稳定。这个计划被定义为主要交通项目。
c) 测定学生的生活领域
能源地图：
实施节能措施的先决条件是要得到实际消费的总体印象。为了确定大型的消费者，在2008年测量了能源消耗。该计划是通过建立能源地图来显示在三个不同类的能源消耗。因此，优化措施可以被计划和实施在值得的地方。大学的执行委员会希望以这种方式来抵消过去几年能源价格的大幅增加。

## 使大学国际化的学术资金
在2008年，科学，工业及科技学院拨出100,000欧元“学院基金”促进大学国际化。这个非营利组织自成立以来，已筹集了这些资金利用其其成功的课程。 80000欧元的资金将作为奖学金被颁发，尤其是国际学生需要的财政援助，用于支付学费。剩余的20000欧元的目的是为促进国际合作，继续教育，新规划以及发展公共关系。
大学基金：
自2008年以来，乌尔姆大学有了自身的基金，对各种捐款开放。大学的执行委员会，积极寻求捐款，赞助商和潜在的资金来源，无论是来自公司还是个人，其着眼于建议他们采取有意义的支持乌尔姆大学的可能性。该基金会的主要目的是，以促进专门研究项目，扩大儿童育管服务，建设学生宿舍，并提供奖学金给某些目标群体的学生。一个强大的大学的基本理念对于城市，地区和人民是非常重要的，也是民众支持大学的多样化一直从创始阶段到今天的基础。

## 院系设置
乌尔姆大学共有4个院系：

### 工程学和计算机科学
- - 电子器件和电路研究所
  - 能源传输和转换研究所
  - 信息技术研究所
  - 测控微技术研究所
  - 微电子研究所
  - 微波技术研究所
  - 光电技术研究所
  - 信息组织和管理研究所
  - 通讯和应用信息理论研究所
  - 微纳米研究所
  - 数据库与信息系统研究所
  - 嵌入和实时系统研究所
  - 人工智能研究所
  - 媒体信息研究所
  - 神经信息研究所
  - 心理和儿科研究所
  - 软件工程和编译研究所
  - 分布系统研究所
  - 数据与人工智能研究所

### 数学和经济学
- - 分析研究所
  - 应用分析研究所
  - 应用信息加工研究所
  - 管理会计和控制研究所
  - 金融数学研究所
  - 金融研究所
  - 优化与交易研究所
  - 会计和审计研究所
  - 纯粹数学研究所
  - 随机研究所
  - 战略管理和金融研究所
  - 技术和过程管理研究所
  - 合作管理研究所
  - 保险学研究所
  - 经济政策研究所
  - 经济学研究所
  - 数值理论和概率理论研究所

### 自然科学
- - 生物学院
  - 化学院
  - 物理学院

## 海外校区
2003年，乌尔姆大学与德国斯图加特大学联合，在埃及开罗创办了以德国教学体制为特色的大学（The German University in Cairo (GUC))，为900多名学生提供信息工程和技术，媒体工程，工程与自然科学，药学和生物技术，以及管理技术等课程。招生规模约为每年1000名学生，教学语言为英语，但是德语课程作为必修课程，旨在培养学生的文化交流。

## 命名

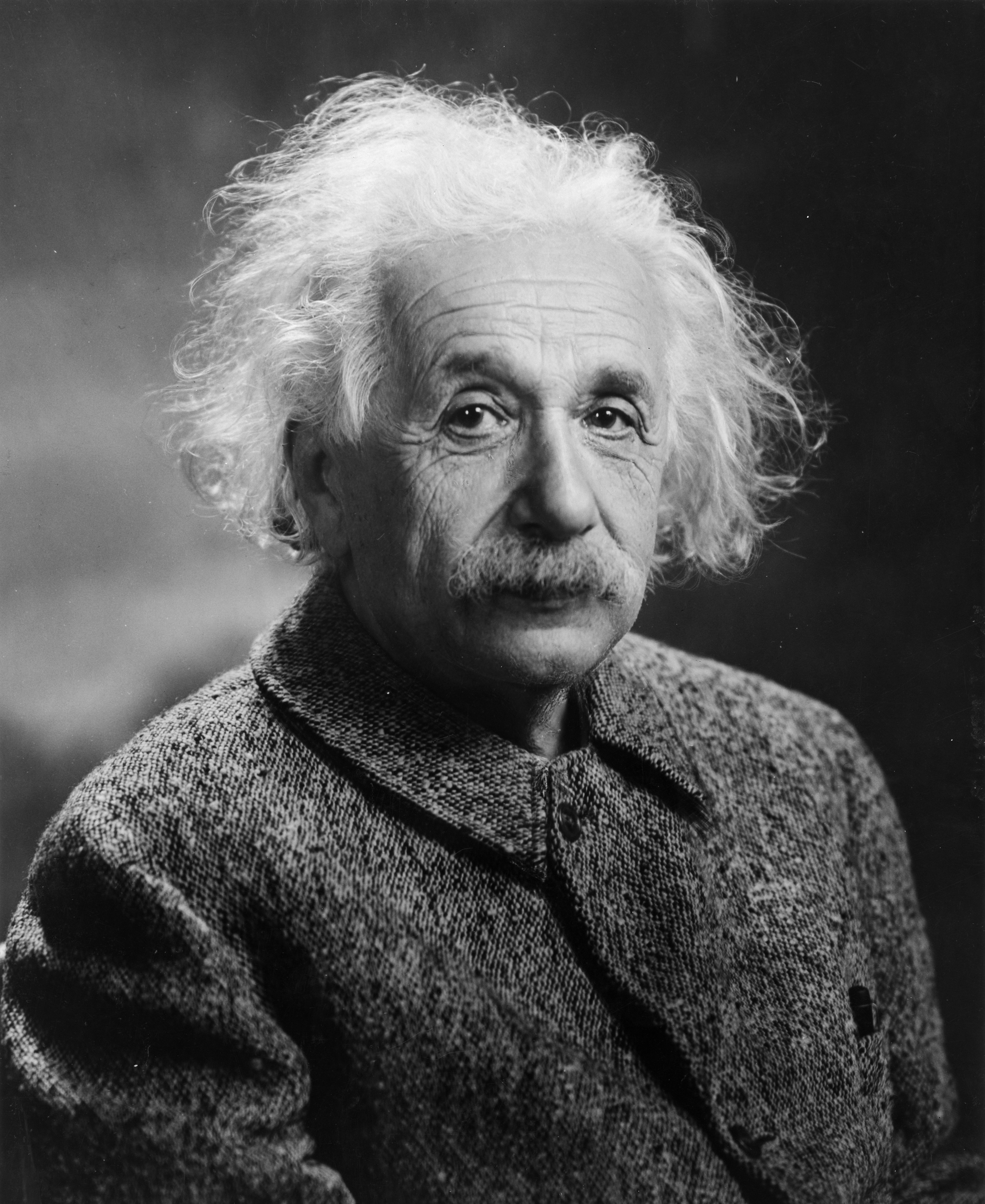
1947年时的爱因斯坦

2006年11月，乌尔姆大学决定在40周年校庆（2007年7月）时改名为乌尔姆阿尔伯特·爱因斯坦大学（Albert-Einstein-Universität Ulm），在正式改名前，乌尔姆大学还需得到巴登-符腾堡州政府的批准。爱因斯坦于1879年出生在乌尔姆，并在那里度过了他人生最初的十五个月，乌尔姆人为此感到骄傲，后来爱因斯坦曾这样说道：“我们天性中的一部分应感谢生我们的这座城市，因此，我怀着感激的心情想念乌尔姆，因为，艺术传统与简朴和健康的天性有关”。